# Benihana (skateboard)

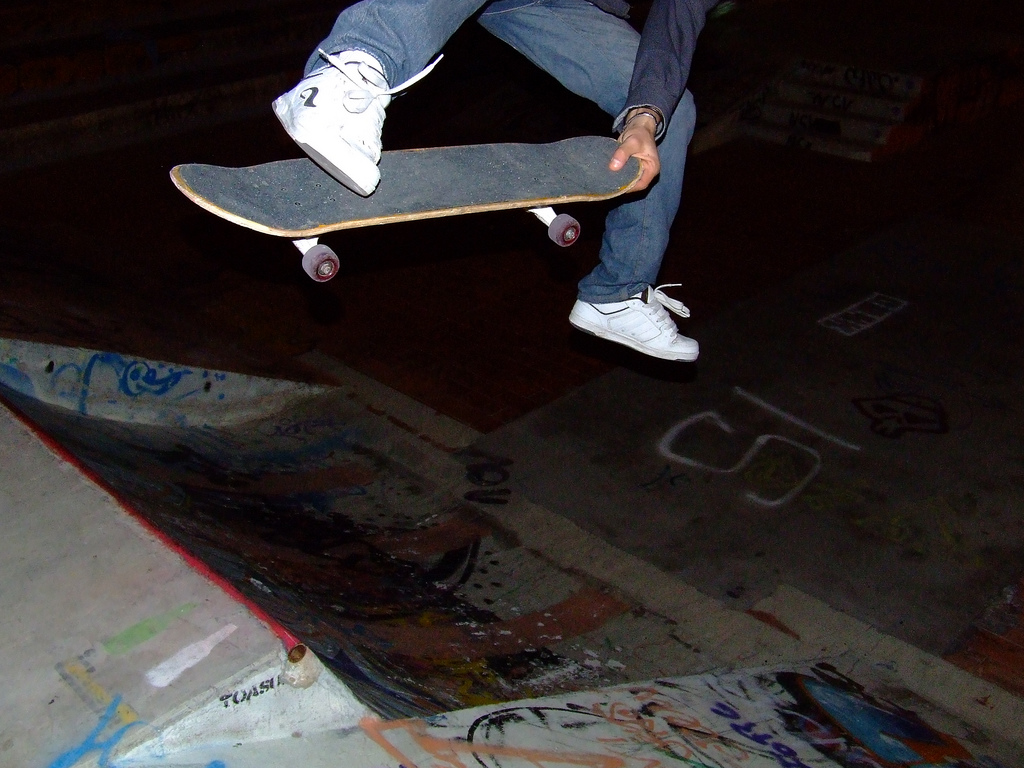
Uno skater esegue un Benihana.

Il Benihana è un trick aerial eseguito sullo skateboard.

## Caratteristiche
Per eseguire un Benihana, è necessario prima di tutto ottenere l'air, ossia far sì che lo skateboard sia sospeso a mezz'aria lanciandosi da una rampa vert oppure effettuando un ollie. Dopodiché si deve afferrare il tail (o la "coda") della tavola con la mano posteriore, togliendo allo stesso tempo il piede posteriore dallo skateboard ed estendendolo verso il basso. La gamba anteriore, invece, viene distesa, ma rimane comunque a contatto con la tavola. Questo movimento porterà lo skateboard vicino all'interno coscia della gamba anteriore.
Secondo Lester, un "vero" Benihana si esegue solamente ottenendo l'air in posizione fakie (con i piedi nella stance regular, ma muovendosi nella direzione di marcia opposta). Salendo, pertanto, sulla rampa in questa maniera è possibile riatterrarvi rivolti in avanti. La stessa evoluzione compiuta in posizione regular si dovrebbe chiamare "Benibonga". Oggigiorno, tuttavia, la forma in regular è la più diffusa, e viene comunque chiamata Benihana dalla maggior parte degli skater.

## Storia
Il Benihana fu inventato dallo skater californiano Lester Kasai. Il nome di questo trick deriva dall'azienda di ristoranti statunitense Benihana, Inc.
Il Benihana godette di una grande popolarità negli anni novanta, venendo eseguito da skater professionisti quali Jamie Thomas e Josh Kasper. Quest'ultimo perfezionò il trick a tal punto da creare una variante nota come "Kasperhana". A partire dal nuovo millennio, tuttavia, la popolarità del Benihana andò diminuendo.
Questo trick comparve nella serie di videogiochi Tony Hawk, tra cui Tony Hawk's Underground 2 del 2004.
Nel 2008, venne pubblicato un articolo nella rivista Transworld Skateboarding intitolato "10 Worst Tricks in Skateboarding" (in italiano "I 10 trick peggiori dello skateboard"), nel quale fu incluso il Benihana, che venne descritto come "terribile".